# Clonopsis maroccana
Clonopsis maroccana är en insektsart som beskrevs av Bullini, L. och Giuseppe Nascetti 1987. Clonopsis maroccana ingår i släktet Clonopsis och familjen Bacillidae. Inga underarter finns listade i Catalogue of Life.